# Stylomecon
Stylomecon — монотиповий рід рослин родини макових, що має один вид Stylomecon heterophylla.

## Назва
В англійській мові має назву «вітряний мак» (англ. windpoppy).

## Будова
Квіти мають запах конвалій, що рідкісно для маків.

## Галерея

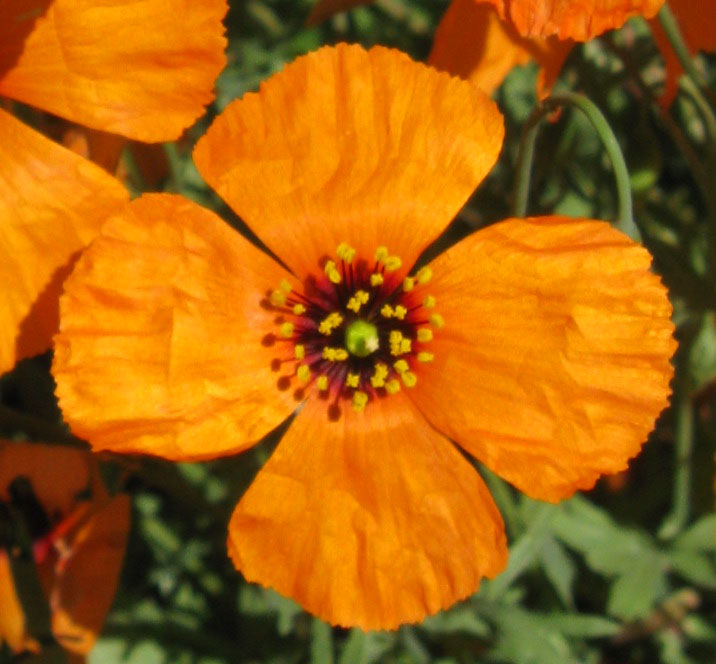
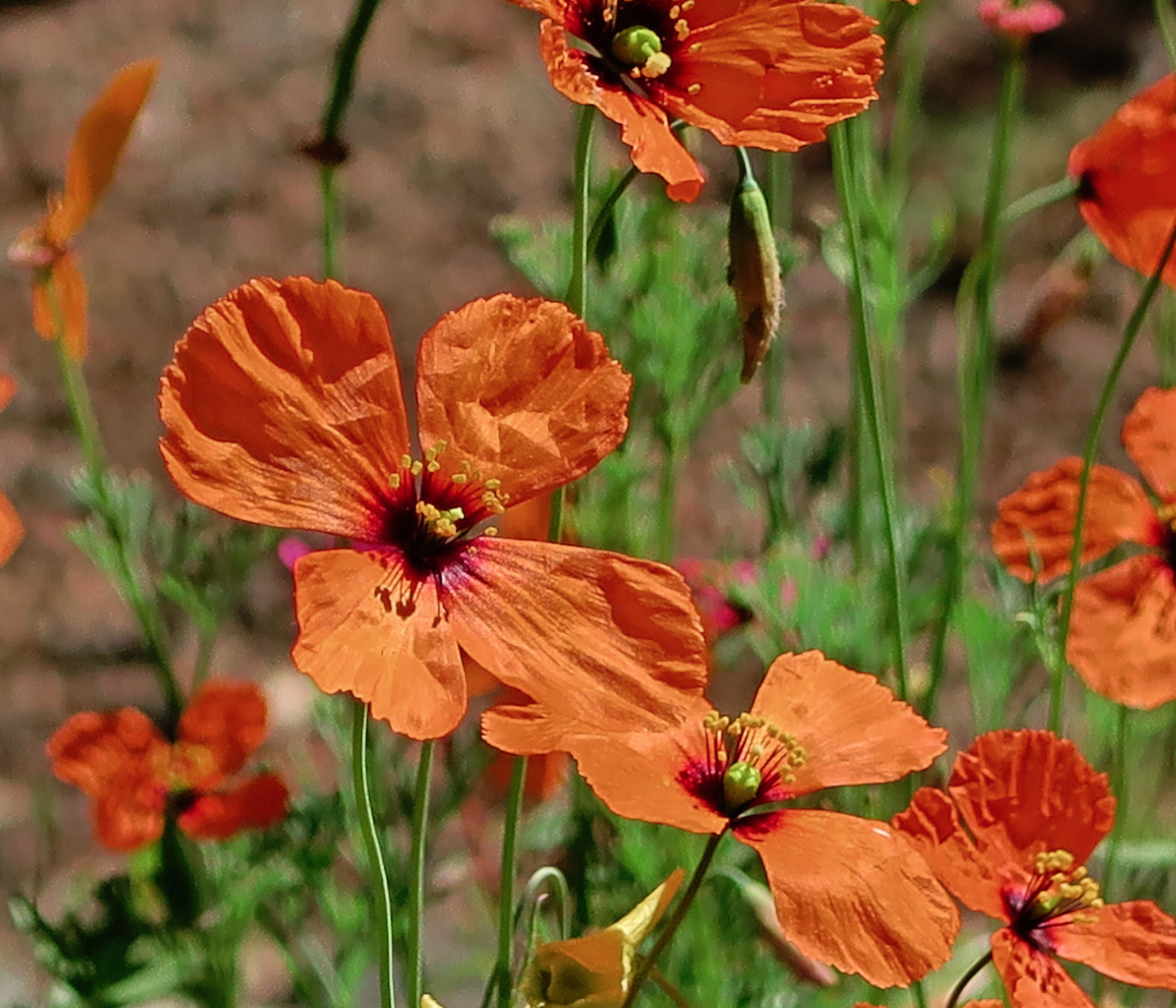
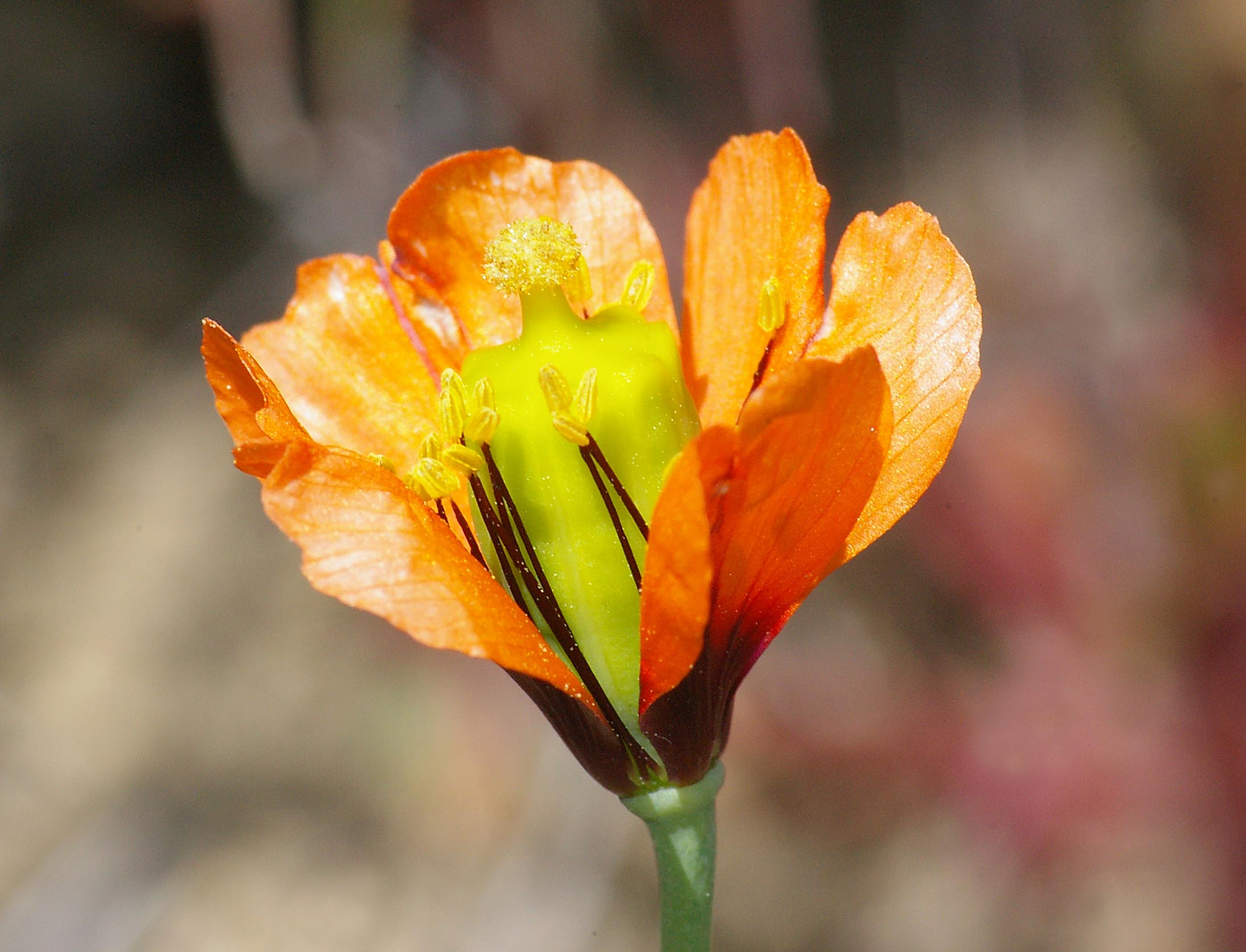

## Поширення та середовище існування
Зростає у Каліфорнії.